# Lycianthes glandulosa
Lycianthes glandulosa là loài thực vật có hoa trong họ Cà. Loài này được (Ruiz & Pav.) Bitter mô tả khoa học đầu tiên năm 1919.